# Arthur Moses
Arthur Moses (* 3. März 1973 in Accra) ist ein ehemaliger ghanaischer Fußballspieler. 

## Werdegang
1991 wurde Moses mit Asante Kotoko ghanaischer Meister. Er spielte dann für den Stationary Stores FC in Nigeria.
Moses wechselte 1994 gemeinsam mit Abiodun Obafemi zu Fortuna Düsseldorf nach Deutschland, damals betreut von Trainer Aleksandar Ristić. Für den Aufsteiger bestritt er in der Saison 1994/95 zwölf Einsätze in der 2. Bundesliga.
Im Juli 1995 wurde er von Düsseldorf an den Sporting Club de Toulon nach Frankreich verliehen. Die Vereinbarung enthielt eine Klausel, die Toulon bis Ende Juni 1997 den Kauf des Stürmers gegen eine Ablöse gestattete. 1996 gewann er mit der Mannschaft den Titel in der dritthöchsten französischen Liga, National 1. Toulon sah sich im Juni 1997 nicht in der Lage, die geforderte Summe aufzubringen. Moses wurde an Olympique Marseille weitergereicht, das sich mit Düsseldorf ebenfalls auf eine Leihe mit Möglichkeit einer festen Verpflichtung einigte, die bis Ende Mai 1998 galt. Im Mai 1998 meldete Girondins Bordeaux Interesse an dem Stürmer an, der nach längerem Hin und Her Mitte August 1998 einen neuen Vertrag in Marseille unterzeichnete. Für Marseille bestritt er zwischen 1997 und 2000 19 Ligaspiele, in denen er drei Tore erzielte. Er wurde mit Marseille 1999 französischer Vizemeister.
Moses stand anschließend bei Olympique Nîmes und in den Vereinigten Arabischen Emiraten unter Vertrag. Er bestritt zwischen März 1994 und Dezember 1999 acht Länderspiele für Ghana und schoss drei Tore.